# Cristián Huneeus
Cristián Huneeus (1935 - 1985) fue un escritor, periodista y ensayista chileno.

## Biografía
Cristián Huneeus comenzó escribiendo artículos para la revista de Pomaire, en 1958. Sus entregas periodísticas aparecían en diferentes diarios nacionales, como también en las revistas Cormoran y Mensaje, donde fue publicado hasta 1983. 
Desde 1977 hasta 1985 también fue columnista de las revistas "HOY" (famosa por su postura anti Pinochet) y "Cal". Además colaboró con los diarios El Mercurio, La Nación, La Tercera y La Razón (Petorca). En este último matutino trabajó desde que fijó residencia en el valle de La Ligua, en 1980. Después de su muerte, en 1985, su hija Daniela Huneeus (antropóloga), junto con Manuel Vicuña (investigador del Centro Barros Arana), publicaron un libro con los artículos de prensa escritos por Huneeus, entre 1969 y 1985. 
El contexto político de los 60´y 70´ le demandó solucionar una encrucijada con convicción y militancia. Ante eso, Huneeus terminó por encarnar la neutralidad y el desarraigo, tomando refugio entre cuatro paredes: en el campo (la propiedad San José Cabildo, que lo acompañó desde 1975 hasta su muerte); la literatura ("el dilema del arte contemporáneo es el dilema del punto de vista"); la academia (como director del Departamento de Humanidades de la Universidad de Chile); e Inglaterra (donde vivió seis años preparando su título de postgrado en el Corpus Christi College en Cambridge y conoció a Tony Gould). En su momento de esplendor, Nicanor Parra, quien era su amigo, dijo de él, en uno de sus "artefactos": "Este niño es un palacio en medio de las callampas (en Chile se llama callampas a las favelas o villas miserias)".

## Trabajos
•Huneeus, C. 1958 “La milagrosa cáscara de plátano”, Pomaire, (10): 12-13,
•1958. “Un óleo hablado de Nemesio Antúnez”, Pomaire, (13): 8-9, junio-julio,
•1960. Cuentos de cámara. Santiago: Del Nuevo Extremo. 180 pp.
•1962 Las dos caras de Jano. Santiago: Editorial Del Pacífico. 121 pp. 
•1967. “Guía Inglesa I”, La Nación, (enlace roto disponible en Internet Archive; véase el historial, la primera versión y la última).
•1967. “Guía Inglesa III: Multitud en la Estación”, La Nación, 13 de agosto
•1967. “La Guía Inglesa de Cristián Huneeus: IV. El tren”, La Nación, 
•1967. “Guía Inglesa V: Poca música”, La Nación, 27 de agosto,
•1967. “La Guía Inglesa de Cristián Huneeus: VI: Abluciones”, La Nación, 8 de octubre
•1967.“La Guía Inglesa de Cristián Huneeus: VII: Old Ladies”, La Nación, 15 de octubre,
•1967.“La Guía Inglesa de Cristián Huneeus: VIII: Dios”, La Nación, 22 de octubre, 
•1967. “La Guía Inglesa de Cristián Huneeus: IX: Humph y Mop”, La Nación, 19 de noviembre
•1968. La casa en Algarrobo. Buenos Aires: Sudamericana, 111 p. 
•1969. “Las parábolas de William Golding”, Cormorán, (4): 11 y 13, diciembre. 
•1975. “El rincón de los niños. Huneeus”, Manuscritos, (1): 58-69, 3 de octubre 
•1979. “Sobre la publicación de fragmentos”, Cal (3): 18-19, 1979 
•1980. El rincón de los niños. Santiago: Nascimento, 209 p.
•1980. “Enrique Lihn y un malentendido”, Hoy, (152): 46, 18 de junio, 
•1980. “Opiniones”, Hoy, (159): 50, 6 de agosto de 1980 
•1983. “Neruda”, La Razón (Petorca), 1 de octubre, p. 2 
•1984. “La inteligencia de la discreción”, Hoy, (351): 40, 11 de abril, 
•1984. “Una novela de campo”, La Razón (La Ligua), 8 de julio, p. 2 
•1984. "La Tirana", Hoy, (373): 59, 10 de septiembre, 
•1984. “¿Culpa de Blest Gana?”, Hoy, (377): 49, 8 de octubre, 
•1984. “Lihn y su libro”, Hoy, (382): 54, 12 de noviembre, 
•1984. “La amistad de Nicanor”, Hoy, (384): 48, 26 de noviembre, 
•1984. “Pertinencia del impertinente”, Hoy, (386): 44, 10 de diciembre,
•2001. Huneuus D. Vicuña M. (Comp.). Artículos de prensa (1969-1985); prologue by Roberto Merino. Santiago de Chile: DIBAM: LOM Ediciones. 149 pp. ISBN 956-244-127-X

## Enlaces
Gould, Tony. 2005. “Un Amigo en Chile”. Epicentro Aguilar. ISBN 956-239-364-X (Span.)